# SOUTH OF THE BORDER
『SOUTH OF THE BORDER』（サウス・オブ・ザ・ボーダー）は、1978年9月21日にCBS・ソニーからリリースされた、南佳孝の3rdオリジナル・アルバム（LP：25AH-530）。1983年に再発売（LP：20AH-1539・Sailing Summer '83 シリーズ）。
1986年7月21日に初CD化（32DH-477）。1991年5月15日にCD選書にて再発売（SRCL-1815）。2014年10月8日にGT Musicより吉田保リマスタリングシリーズにて再発（Blu-spec CD：MHC7-30006）。

## 概要
シングルは、「日付変更線 / プールサイド」が収録されている。
サンバやボサノバなどラテンミュージックの香りが色濃く、トロピカルサウンド流行にも先鞭をつけた作品。南は「夏と大人のイメージとが結実したアルバムで自分の中ではいい曲が書けた、完成度の高い作品だと思っています」。
南は坂本龍一を高く評価しており「最初の打合せで俺が坂本に『この曲はこういう感じで』ってざっくり言うんだけどさ、そうするとね、いまでも覚えてる。『こんな感じで上がってくるんだろうなあ』って予想していると（手を高く上げて）こーんなに良いんだよ!それで『すげえやつもいるんだなあ』って本当に思った」
ジャケットは池田満寿夫のリトグラフ「愛の瞬間」（1966年第33回ヴェネツィア・ビエンナーレ展大賞受賞作）。

## 収録曲
全作曲：南佳孝、全編曲：坂本龍一、音楽プロデュース：坂本龍一・南佳孝
1. 夏の女優
  - 作詞：来生えつこ
2. プールサイド
  - 作詞：来生えつこ
  - 5thシングル「日付変更線」のB面曲。
  - esqが2001年に発表したアルバム『Episode Vol.2』でカバー。
3. 朝焼けにダンス
  - 作詞：松本隆・三浦徳子
4. 日付変更線
  - 作詞：松任谷由実
  - 5thシングル。大貫妙子とのデュエット曲。ロス・インディオス&シルヴィアが1982年に発表したアルバム「Samba, Pinga, Morena」にてカバー。
  - 松任谷由実が2003年発表したアルバム『Yuming Compositions: FACES』でセルフカバー。
5. 常夜灯
  - 作詞：来生えつこ
6. 夜間飛行
  - 作詞：南佳孝
7. ワンナイト・ヒーロー
  - 作詞：来生えつこ
8. ブルー・メロディ
  - 作詞：南佳孝
9. 早くあいつに逢いたい
  - 作詞：南佳孝
10. スフィンクスの夢
  - 作詞：三浦徳子
11. 終末（おわり）のサンバ
  - 作詞：一條諦輔

## 参加ミュージシャン

### 夏の女優
- Drums, Synth Drums：林立夫
- Steel Drums, E.Bass：細野晴臣
- E.Guitar, A.Guitar：松原正樹
- Fender Rhodes：坂本龍一
- Percussion：浜口茂外也, ラリー寿永

### プールサイド
- Drums：高橋ユキヒロ
- Synth Drums：林立夫
- E.Bass：細野晴臣
- E.Guitar, A.Guitar：鈴木茂
- Fender Rhodes, Korg PS-3100：坂本龍一
- Percussion：浜口茂外也
- Back Chorus：梅垣達志, 梅垣ミト

### 朝焼けにダンス
- Drums：林立夫
- E.Bass：高橋ゲタ夫
- E.Guitar：鈴木茂
- Fender Rhodes, Korg PS-3100, Hammond, Marimba：坂本龍一
- Percussion：浜口茂外也, 斉藤ノブ
- Back Chorus：Bread & Butter

### 日付変更線
- Drums：林立夫
- E.Bass：細野晴臣
- E.Guitar, A.Guitar：鈴木茂
- Fender Rhodes, Korg PS-3100：坂本龍一
- Percussion：浜口茂外也, 斉藤ノブ, 吉川祐二
- Duet Vocal, Back Chorus：大貫妙子

### 常夜灯
- Drums：林立夫
- E.Bass：高橋ゲタ夫
- Pedal Steel Guitar：駒澤宏季（裕城）
- Ukulele：鈴木茂
- Fender Rhodes, A.Piano：坂本龍一
- Percussion：浜口茂外也, 斉藤ノブ

### 夜間飛行
- Drums：林立夫
- E.Bass：細野晴臣
- E.Guitar：鈴木茂
- Fender Rhodes, Korg PS-3100：坂本龍一
- Percussion：浜口茂外也, 斉藤ノブ

### ワンナイト・ヒーロー
- Drums：林立夫
- E.Guitar：鈴木茂
- A.Piano, ARP Odyssey：坂本龍一
- A.Piano（Solo）：佐藤博
- Percussion：浜口茂外也, ラリー寿永, ペッカー

### ブルー・メロディ
- Drums：林立夫
- E.Bass：細野晴臣
- E.Guitar：松原正樹
- A.Piano：坂本龍一
- Percussion：浜口茂外也, ラリー寿永

### 早くあいつに逢いたい
- Drums：林立夫
- E.Bass：高橋ゲタ夫
- E.Guitar：鈴木茂
- Korg PS-3100, YAMAHA CP-70：坂本龍一
- Percussion：浜口茂外也, ラリー寿永

### スフィンクスの夢
- Marimba, ARP Odyssey：坂本龍一
- Percussion：高橋ゲタ夫, 林立夫
- Conga：浜口茂外也
- Tambourine：斉藤ノブ
- Kalimba：南佳孝

### 終末（おわり）のサンバ
- Drums：高橋ユキヒロ
- E.Bass：細野晴臣
- E.Guitar, A.Guitar：鈴木茂
- Fender Rhodes, A.Piano：坂本龍一
- Percussion：浜口茂外也, 林立夫

#### ブラス・セクション
- Trumpet：数原晋, 大竹守, 岸義和
- Trombone：新井英治, 平内保夫, 三田治美, 橋爪智明
- Brass Trombone：岡田澄雄
- Alto Sax：村岡建, ジェイク・H・コンセプション
- Tenor Sax：斉藤清, ジェイク・H・コンセプション
- Baritone Sax：砂原俊三
- Clarinet：村岡建, ジェイク・H・コンセプション
- Flute：相馬元, 西沢幸彦
- Oboe：坂宏之
- Bassoon：大畠條亮
- Strings Section：多忠昭アンサンブル